# Eriospermum coactum
Eriospermum coactum är en sparrisväxtart som beskrevs av Pauline Lesley Perry. Eriospermum coactum ingår i släktet Eriospermum och familjen sparrisväxter. Inga underarter finns listade i Catalogue of Life.